# Johan Hammarström (organist)
Lars Johan Hammarström, född 3 maj 1977 i Arboga stadsförsamling, Västmanlands län, är en svensk kyrkomusiker, organist och körledare. Han har studerat vid Kungliga Musikhögskolan i Stockholm, där han tog organistexamen 2002 och sedan fortsatte med solistutbildning i orgel för Erik Boström.

## Biografi
Från hösten 2003 var Hammarström anställd som kyrkomusiker i Västerås domkyrkoförsamling. Han hade 2006–2014 titeln biträdande domkyrkoorganist med ansvar för orgelverksamheten och för domkyrkans motettkör. Han utnämndes 2014 till domkyrkoorganist. Åren 2021-2024 arbetade han i Storkyrkan i Stockholms domkyrkoförsamling. Från sommaren 2024 är Johan Hammarström 2024 verksam i Uppsala domkyrka och dirigent för Uppsala domkyrkokör.
Som dirigent har han framfört ett flertal av de större sakrala oratorieverken med kör och orkester såväl som a cappella-repertoar. I Västerås domkyrkas orgelserie framförde han samtliga orgelverk av Dietrich Buxtehude, Felix Mendelssohn, Robert Schumann och César Franck.
Vid sidan av församlingsarbetet är han verksam som organist, ackompanjatör och dirigent. I maj 2004 dirigerade han uruppförandet av Carl Unander-Scharins kyrkopera Apostlagärning, ett beställningsverk av S:t Johannes församling i Stockholm. Han har varit dirigent för Svenska kyrkans nationella ungdomskör 2006-2008, varvid bland annat Thomas Jennefelts Av någon sedd uruppfördes. 2009-2012 undervisade han i kördirigering vid Musikhögskolan i Örebro.
Hösten 2006 mottog han Gotthard Arnér-stipendiet för orgelkonstens främjande.